# Arctotheca calendula
Espèce
Classification phylogénétique
Arctotheca calendula est une espèce de plante à fleurs de la famille des Asteraceae (Composées), originaire d'Afrique du Sud et naturalisée en Europe occidentale, où elle est parfois utilisée comme plante tapissante dans les jardins. Dans cette famille, ce qu'on appelle parfois improprement « fleur » est en fait un capitule floral entouré d'un involucre de bractées. Le capitule est jaune, portant des fleurs extérieures ligulées et un disque central de fleurs tubulées.
C'est une plante vivace velue stolonifère à tige rougeâtre, dont les feuilles pennatilobées, en rosette basale, rappellent plus ou moins celles du pissenlit, d'où son nom anglais de Cape Dandelion (pissenlit du Cap). Les lobes sont irréguliers, le lobe terminal étant généralement beaucoup plus grand que les autres. Les feuilles sont recouvertes de nombreux poils, surtout au revers. La plante peut fleurir toute l'année, mais c'est surtout au printemps que les fleurs sont abondantes. Les capitules (de 4 à 5 cm) portent des fleurs périphériques stériles, tandis que le disque est composé de fleurs hermaphrodites. Les fruits sont des akènes à pappus rosâtre ou brunâtre.